# Ad Hoc Working Group on Long-term Cooperative Action

L'Ad Hoc Working Group on Long-term Cooperative Action (AWG-LCA), « groupe de travail sur les actions de coopération à long terme contre le changement climatique » est l'une des deux tâches négociées lors de la feuille de route de la conférence de Bali en 2007 (COP13), ou 13e conférence de la Convention-cadre des Nations unies sur les changements climatiques.
Son objectif est de négocier les engagements de réduction de gaz à effet de serre des pays hors annexe I du protocole de Kyoto qui n'ont aucune obligation en la matière, complété des États-Unis qui n'ont pas ratifié le texte.